# 二花珍珠茅
二花珍珠茅（学名：Scleria biflora）为莎草科珍珠茅属下的一个种。